# Lüdenscheider Turnverein von 1861
Der Lüdenscheider Turnverein ist der älteste und mit 1.800 Mitgliedern der zweitgrößte Sportverein in Lüdenscheid. Der Verein wurde 1861 gegründet.

## Geschichte
Am 13. April 1861 regte der Gerichtssekretär Hermann Bierhoff die Gründung eines Turnvereins in der Stadt Lüdenscheid an. Am 29. April 1861 fand die Gründungsversammlung statt. Erster 1. Vorsitzender des Vereins wurde Wilhelm Gerhardi (1861–1862). In den ersten Jahren blieb das Sportangebot weitgehend auf das Turnen beschränkt. Unter anderem durch die Gründung einer Altersriege (1876), einer eigenen Jugendabteilung (1880) sowie einer Damenabteilung (1896) stiegen die Mitgliederzahlen. In der Mitte des 20. Jahrhunderts bildeten sich einige Ballsportarten im Verein, zum Beispiel Hockey (1930), Tennis (1932) und Fußball (1939). In der jüngeren Geschichte gesellten sich schließlich „moderne“ Sportarten wie Inline-Skater-Hockey (1997), Cheerleading (2000), Kampfsport (2003), Jazz-Dance (2004) oder Behindertensport (2005) hinzu. Als vereinsinterne Auszeichnungen verleiht der Lüdenscheider Turnverein seit 1948 die Louis-Wurm-Leistungsnadel Silber für herausragende sportliche Leistungen sowie die Louis-Wurm-Leistungsnadel Gold für besonderes Engagement im Verein. Louis Wurm war 1. Vorsitzender zwischen 1934 und 1939.

## Sportarten und Abteilungen

### Behindertensport
Das Sportangebot für Menschen mit Behinderung besteht seit September 2005. Die AOK im Märkischen Kreis zeichnete die Gruppe am 27. Januar 2006 mit dem Sonderpreis 2005 für ein besonderes Breitensportangebot aus. Im April 2007 wurde eine Fußballmannschaft für Menschen mit geistiger Behinderung gegründet (LTV Super Goals). Seit September 2007 bietet die Abteilung ferner Rollstuhltennis an. Zum 1. Januar 2009 wurden die bisherigen Kursangebote in einer eigenen Abteilung zusammengefasst, welche dem Behinderten-Sportverband Nordrhein-Westfalen e. V. (BSNW) angeschlossen ist. Die Abteilung Behindertensport besteht aus 50 Mitgliedern. Es werden auch weitere integrative Projekte realisiert, beispielsweise im Rahmen des Besuches einer Tennis- und Fußballschule oder der Kampfsport- und Fecht-Abteilung. Im Rahmen der Inklusion haben die Mitglieder der Behindertensport-Abteilung die Möglichkeit, in allen anderen Sportabteilungen mitzumachen.

### Cheerleading
Die Abteilung Cheerleading wurde im Jahr 2000 unter dem Namen Saint Rebels gegründet. Sie besteht aus drei Altersgruppen und 52 Mitgliedern. Die Squads bestreiten öffentliche Auftritte in der Lüdenscheider Umgebung. Es werden drei Altersklassen unterschieden: Crazy Angels (Prepare), Sweet Devils (Juniors) und HCL (Seniors).

### Fechten
Die Abteilung Fechten wurde im Januar 2006 gegründet. Im ersten Jahr erreichten die Fechter sogleich sechs Finalteilnahmen bei den westfälischen Landesmeisterschaften sowie zwei Landesmeistertitel im Schülerbereich. 2007 gewannen Alexander Grewe, Niclas Grewe, Victoria Grewe und Luis Wenz weitere Landesmeistertitel. Bei einem internationalen Fechtturnier in Paris–Gagny im Mai 2006 gewannen Victoria und Niclas Grewe jeweils den 1. Platz in ihrer Altersklasse. 2007 belegte der LTV 61 bei diesem Turnier den 2. Platz in der Vereinswertung. Im Juni 2008 gewann Johanna Schmidt die deutsche Meisterschaft im Degenfechten der B-Jugend. Trainer sind der ehemalige polnische Nationalmannschaftsfechter Wojciech Mróz und Jurek Mróz.

### Fußball
Die Abteilung Fußball wurde 1939 gegründet. Heute stellt sie die mitgliederstärkste Fußballabteilung in Lüdenscheid. In allen Altersklassen sind Mannschaften gemeldet, darunter auch Mädchenmannschaften und ein Damenteam in der Bezirksliga. Daneben sind zahlreiche Hobbymannschaften unter dem Dach des LTV aktiv, beispielsweise die sogenannten Gestiefelten Kater, Party Kicker oder Real Lüdenscheid 2005. Die 1. und 2. Herrenmannschaft spielen in der Saison 2016/17 in der Kreisliga A und der Kreisliga B (Kreis Lüdenscheid). Außerdem werden Schiedsrichter gestellt. Die Abteilung richtet jährlich zahlreiche Fußball-Turniere aus, wie den Bergstadt-Cup, den Honsel Cup oder in der Regel die Lüdenscheider Fußball-Hallenstadtmeisterschaften.

### Gesundheitssport
Es werden zertifizierte Kurse nach dem Deutschen Sportbund und dem Deutschen Turner-Bund angeboten. Weitere breitensportliche Fitness- und Gymnastikgruppen werden nach Geschlecht und Alter unterschieden.

### Handball
Die Abteilung Handball stellt eine Mannschaft im Herrenbereich, die in der Kreisklasse Nord (Handballverband Westfalen, Bezirk Süd, Lenne-Sieg) spielt. 1948 spielten die Feld-Handballer des LTV 61 noch in der zweithöchsten deutschen Spielklasse.

### Inline-Skater-Hockey
Die Abteilung Inline-Skater-Hockey wurde 1997 gegründet. In der Saison 2006 erreichte die 1. Mannschaft der Highlander Lüdenscheid die Meisterschaft in der 2. Bundesliga Nord und spielte seitdem in der 1. Bundesliga Nord. Trainer ist Carsten Lang. Nach dem ersten Jahr in der 1. Bundesliga Nord (5. Platz), blieben die Highlander Lüdenscheid erstklassig. In der Saison 2008 gewannen die Highlander die deutsche Vizemeisterschaft, nachdem man als Erster der 1. BL Nord in die Play-offs ging. Mit Jiri Svejda stellte man zudem den Top-Scorer der Liga. In der Saison 2011/12 gelang es, mit Platz 10 die eingleisige 1. Bundesliga zu halten. Die 2. Mannschaft stieg 2008 in die Regionalliga auf. Die Junioren-Mannschaft stieg 2008 in die 1. Juniorenliga West auf. In der Saison 2011/12 ging man mit vier Teams in den Liga-Spielbetrieb.

### Jazz-Dance
Die Abteilung Jazz-Dance besteht seit 2004 im LTV unter der Leitung von Michael Wiek. In den Jahren 2005 bis 2012 wurde die Damen 30+ Formation JAZZ1 jeweils Westfalenmeister beim WTB Dance-Cup. Im Jahr 2006, 2008 und 2010 erreichte die Formation den 2. Platz beim DTB-Dance Deutschland-Cup. 2007 wurde die JAZZ1 Dritte. Damit stellt der LTV die erfolgreichste Dance-Mannschaft des Westfälischen Turnerbundes. Der Verein stellt für Wettkämpfe 3 Kampfrichter (C- bis A-Lizenz).

### Kampfsport
Die Abteilung Kampfsport besteht seit 2003 und umfasst rund 50 Sportler. In den Anfängen wurde die Disziplin Tang Soo Do trainiert. Im Jahr 2006 hat die Abteilung einen eigenen, international anerkannten Kampfsportstil Fujunakaniwa-Karate entwickelt. Abteilungsleiter Klaus Winterhoff wurde vom International Martial Arts Times Magazine zum Karate Master of the Year 2007 gewählt und in die Hall of Fame aufgenommen.

### Tennis
Die Abteilung Tennis wurde nach 1932 im Jahr 1980 wiedergegründet. Sie besteht aus rund 190 Mitgliedern, darunter etwa 30 Kinder und Jugendliche. Gespielt wird auf einer Vierplatzanlage im Lüdenscheider Ortsteil Honsel. Der Westfälische Tennis-Verband wählte die Tennissparte im Jahr 2004 zum zweitplatzierten WTV Verein des Jahres. Seit 2014 leitet Gerda Forster mit gelegentlicher Unterstützung durch Marc Brenzel, Bastian Höllermann und Lars Wattenberg das Jugend-Training. Seit September 2007 werden zudem Rollstuhl-Tennis unter der Leitung des zertifizierten Rollstuhl-Tennistrainers Marc Brenzel sowie Tennis für Menschen mit geistiger Behinderung angeboten.

### Volleyball
Die Abteilung Volleyball stellt sowohl mehrere Mannschaften für den Spielbetrieb als auch einige Hobbygruppen. Die Männer spielen in der Landesliga im Volleyball-Kreis Siegen-Olpe.

### Weitere Sportarten
Bereits seit August 1948 wird Tischtennis gespielt. Im Dezember 2005 kam als weitere Sportart Völkerball hinzu. Seit 2005 wird im Verein die Ausdauersportart Nordic Walking vermittelt.